# Chrysanthrax adumbratus
Chrysanthrax adumbratus är en tvåvingeart som först beskrevs av Daniel William Coquillett 1887.  Chrysanthrax adumbratus ingår i släktet Chrysanthrax och familjen svävflugor.
Artens utbredningsområde är Kalifornien. Inga underarter finns listade i Catalogue of Life.